# Marvel Torneio de Campeões
Marvel Torneio de Campeões é um jogo eletrônico de luta de 2014, desenvolvido e publicado pela Kabam Games. Foi lançado em 10 de dezembro de 2014 para iOS e Android. O jogo de luta se passa principalmente no Universo Marvel. O jogo é fortemente baseado nos eventos da série limitada de quadrinhos Marvel Super Hero Contest of Champions. Uma versão de fliperama foi lançada em 2019, desenvolvida pela Raw Thrills e exclusiva para os locais de Dave & Buster.

## Jogabilidade
Os jogadores assumem o papel de um Invocador, encarregado pelo Colecionador de construir uma equipe de super-heróis e vilões da Marvel e colocá-los uns contra os outros em combate. A jogabilidade é bem semelhante à de Injustice: Gods Among Us na versão mobile e Mortal Kombat Mobile, onde a arena de luta do jogo é renderizada em 3D com um plano 2D para os movimentos e ações dos super-heróis. Novos jogadores começam com acesso a dois personagens de uma estrela e podem trabalhar para acessar personagens adicionais em níveis de estrelas mais altos, variando de dois a sete. Cada um dos 253 personagens jogáveis da Marvel Comics é atualizável, apresentando suas próprias classes, movimentos, características, habilidades e movimentos especiais, embora muitos compartilhem animações.
A jogabilidade apresenta um sistema de energia que limita o número de batalhas baseadas em missões nas quais os jogadores podem competir. A energia recarrega automaticamente a uma taxa definida ao longo do tempo ou os jogadores podem recarregar sua energia manualmente. O limite de energia é aumentado conforme os jogadores aumentam seu nível. Itens do jogo (como cristais) que impactam o jogo são encontrados no final das missões. Além das missões, os usuários podem lutar contra oponentes no modo "Versus" do jogo, colocando seus campeões contra os de outro jogador em partidas um contra um ou arenas de três contra três por tempo limitado. No entanto, os oponentes são controlados por inteligência artificial (IA), então não é uma batalha real do jogador em tempo real. Marvel Torneio de Campeões requer uma conexão persistente com a Internet para os modos solo e multijogador.
Os controles são projetados para toque na tela dos aparelhos celulares, em vez de botões de adaptação ou joysticks virtuais. A jogabilidade inclui opções de ataque leve, médio e pesado, bem como bloqueio e esquiva. O personagem pode se arrastar para trás ou correr para frente, e cada herói tem três de seus próprios ataques especiais (desbloqueados com classificações e estrelas), bem como habilidades únicas e uma habilidade de assinatura desbloqueável (se uma duplicata do campeão for coletada). Bônus de sinergia recompensam o jogador por combinar personagens que têm um relacionamento único. Por exemplo, jogar com Doutor Destino no mesmo time com Senhor Fantástico recompensa cada membro do time com um ataque aumentado em 6%. Conforme os personagens recebem e causam dano, um medidor de poder enche, o que indica o potencial para movimentos únicos. Quando o jogador sobe de nível seus personagens, ataques especiais mais poderosos são possíveis, mas podem ser usados com menos frequência devido ao seu maior custo de poder.
As batalhas entre os personagens acontecem em uma variedade de locais retirados da Marvel Comics ou do Universo Cinematográfico Marvel, como Asgard, Hell's Kitchen, Knowhere, Oscorp, Savage Land, Torre Stark, Wakanda e um Helicarrier da SHIELD.
Os personagens podem ser nivelados usando ISO-8 e Ouro e classificados com Catalisadores, que são todos ganhos ao lutar em Missões de História, eventos especiais e arena. ISO-8 específicos de classe fornecem aos heróis da classe especificada um bônus. Completar missões fornece XP (pontos de experiência) e desbloqueia a habilidade de adicionar mais heróis à equipe de missões do jogador, até um máximo de cinco heróis. Além de participar de um recurso de bate-papo global, os jogadores também podem se juntar a alianças. As alianças permitem o bate-papo entre outros membros e fornecem a oportunidade de trabalhar juntos em missões e guerras de aliança, para ganhar glória por materiais de classificação e fragmentos para formar cristais.
Marvel Torneio de Campeões apresenta 3 moedas principais do jogo, ouro, unidades e battlechips, junto com outras moedas especiais de eventos. Ouro é usado para atualizar campeões e comprar tickets e itens da aliança. Unidades são a moeda principal usada para comprar poções, revives, cristais, pacotes, itens de maestria e tickets da aliança. Battlechips são usados para comprar cristais de arena, que podem dar ouro, unidades ou uma chance de coletar o Justiceiro. Juntar-se e ser ativo em uma aliança também concede acesso à Lealdade, que pode ser usada para comprar cristais adicionais que oferecem uma chance de coletar o Imparável Colossus.
Além da missão da história principal e das arenas versus, Marvel Torneio de Campeões apresenta uma série de outras missões para propósitos específicos. Normalmente, há um enredo mensal e uma missão de evento correspondente girando em torno dos lançamentos de novos personagens. Há também missões específicas para coletar catalisadores e ouro, junto com um punhado de outras seleções.
Os jogadores podem se juntar a outros jogadores até 2 jogadores para entrar em uma masmorra, onde há 6 inimigos e um chefe. Existem 2 caminhos no mapa e o jogador tem que escolher lutar contra um inimigo de um único caminho. Cada inimigo tem um nó vinculado que os jogadores têm que derrotar para enfraquecer os outros inimigos. Este modo introduz uma nova mecânica chamada "hacks". Um jogador pode escolher um hack ao chegar em um nó de hack. Depois de derrotar o chefe, o jogador pode ir para um nó onde são apresentadas 3 opções: Reviver os membros de sua equipe com 20 por cento de saúde, ter a opção de escolher um hack de chefe ou curar 40 por cento de saúde de todos os seus companheiros de equipe vivos. As incursões podem premiar você com ouro, fragmentos de cristal e uma nova moeda chamada artefatos. Os artefatos podem ser usados para comprar cristais e fragmentos de cristal da loja de incursão. Quando uma masmorra de incursão é concluída, o jogador é premiado com pontos e depois de atingir um critério de pontos específico, o jogador é premiado com ouro e fragmentos.
Com o aniversário de dois anos do jogo (versão 11.1 em 10 de dezembro de 2016), a Kabam introduziu títulos que os jogadores podem selecionar. O jogador começa com o título padrão "Summoner" e os vários outros títulos são desbloqueados ao completar missões ou encontrar outras conquistas no jogo.

## Personagens
Marvel Torneio de Campeões apresenta uma ampla seleção de heróis e vilões jogáveis do universo da Marvel Comics, chamados no jogo de "campeões". Originalmente apresentando vinte e seis campeões jogáveis em dezembro de 2014, o jogo apresenta mais de 200 personagens jogáveis. A Kabam normalmente lança dois novos campeões por mês, embora esse número tenha variado de um a quatro. Os campeões jogáveis são encontrados em uma série de níveis, aumentando em nível de poder e habilidades de classificações de uma a sete estrelas. Nem todos os campeões estão disponíveis em todos os níveis e, embora a maioria possa ser obtida por meio de cristais padrão, outros só podem ser obtidos por meio de cristais específicos, arenas de tempo limitado ou promoções especiais.
Cada campeão jogável é atribuído a uma das seis classes disponíveis:
- Os campeões cósmicos incluem representantes de várias raças alienígenas , deuses e seres poderosos com acesso às forças primordiais do universo. Exemplos incluem Capitã Marvel, Thor e Venom. Seu símbolo é um planeta com anéis de cor azul-petróleo.
- Os campeões de tecnologia contam com a tecnologia para aprimorar suas próprias proezas em combate, como armamento avançado, robótica ou trajes mecanizados. Exemplos incluem Homem de Ferro, Senhor das Estrelas e Ultron. Seu símbolo é um traço de circuito de cor azul profundo
- Os campeões mutantes são humanos nascidos com o genético X, que produz um superpoder extraordinário. Esses campeões são restritos principalmente a membros dos X-Men, suas equipes spin-off e vilões. Seu símbolo é uma hélice de DNA de cor amarela.
- Os campeões de habilidade dependem principalmente de sua própria força física e habilidade de luta treinada como assassinos, artistas marciais ou mestres de armas. Exemplos incluem Viúva Negra, Blade e Demolidor. Seu símbolo é um punho vermelho.
- Os campeões da ciência ganharam suas habilidades por meio de algum tipo de experimento científico ou acidente. Exemplos incluem Capitão América, Hulk e Homem-Aranha. Seu símbolo é um béquer de química verde .
- Os campeões místicos exercem ou canalizam energia ou magia extradimensional, também conhecida como Artes Místicas. Exemplos incluem Doutor Estranho, Punho de Ferro e Feiticeira Escarlate. Seu símbolo é um Olho da Providência de cor roxa.

Em algumas missões, usar o campeão de uma classe específica fará o jogador passar por "portões" que bloqueiam outros caminhos. Também há relações entre as classes, e cada uma tem uma vantagem sobre a outra (por exemplo, os campeões cósmicos tem uma vantagem sobre os campeões de tecnologia, os campeões de tecnologia tem uma vantagem sobre os campões mutantes, os campeões mutantes tem uma vantagem sobre os campeões de habilidades, os campeões de habilidades tem uma vantagem sobre os campeões da ciência, os campeões da ciência tem uma vantagem sobre os campeões místicos e os campeões místicos tem uma vantagem sobre os campeões cósmicos). Campeões com uma vantagem de classe sobre seu oponente ganham um bônus de classe, aumentando seu ataque base em uma certa porcentagem durante a luta e reduzindo o ataque base de seu oponente.
Além disso, alguns campeões pertencem à classe Combinada, tendo uma vantagem sobre todas as outras classes e sendo representados por um símbolo de cor água-marinha.
Alguns personagens não são jogáveis, servindo como guias permanentes ou chefes em Story Quests, ou como aliados, oponentes temporários em Event ou Alliance Quests. A partir das atualizações de 2021, a Kabam projetou doze personagens únicos para o jogo, conectando-se ao tema proeminente do jogo de um multiverso de infinitas variações de personagens além até mesmo do que é conhecido no cânone da Marvel Comics.

## Desenvolvimento
O diretor criativo da Kabam, Cuz Parry, descreve o jogo como um "jogo de luta estilo arcade, um contra um, com elementos multijogador e RPG, com um modo de missão, história onde você enfrenta uma ampla gama de heróis e vilões do Universo Marvel".
Em abril de 2015, a Kabam e a Longtu Games anunciaram que o Marvel Torneio de Campeões seria publicado na China no final de 2015. Alguns elementos do jogo foram alterados para o mercado chinês. A versão foi posteriormente encerrada e todos os jogadores foram transferidos para a versão internacional.  
Em junho de 2015, a Marvel anunciou a publicação de uma adaptação em quadrinhos do jogo que se passa no universo principal da Marvel. A história em quadrinhos também introduziu novos heróis, como Guillotine, uma heroína francesa com uma espada mística, e White Fox, uma heroína da Coreia do Sul. Maestro serviu como o antagonista na série.
Um jogo spin-off para celular foi criado pela Kabam e pela Marvel Games, com lançamento em 16 de dezembro de 2020. Reino dos Campeões da Marvel e passa no mesmo universo e expande a história de Torneio de Campeões. A sinopse afirma que Maestro uniu os reinos despedaçados como Battleworld e o governou até ser misteriosamente morto, fazendo com que os Barões se levantassem e controlassem suas terras. Houve promoção cruzada entre os dois jogos, já que vários personagens originários de Realm foram adicionados ao Contest como personagens jogáveis. Em 13 de janeiro de 2022, foi anunciado que Reino dos Campeões da Marvel seria encerrado em 31 de março daquele ano.

## Recepção
Marvel Torneio de Campeões recebeu uma resposta geralmente positiva. Após o lançamento em dezembro de 2014, o jogo foi nomeado Editors' Choice na App Store. Em 2015, ele teve mais de 40 milhões de downloads.